# Anolis nicefori
Espèce
Synonymes
- Anolis imperfectus nicefori Barbour, 1932
- Phenacosaurus nicefori (Barbour, 1932)
- Dactyloa nicefori (Barbour, 1932)

Anolis nicefori est une espèce de sauriens de la famille des Dactyloidae. 

## Répartition
Cette espèce se rencontre dans la Serranía de Perijá au Venezuela et en Colombie.

## Étymologie
Cette espèce est nommée en l'honneur d'Hermano Nicéforo María.

## Publication originale
- Barbour, 1932 : New Anoles. Proceedings of the New England Zoological Club, vol. 12, p. 97-102.